# Estádio São Januário
Estádio São Januário – stadion piłkarski w Rio de Janeiro, Brazylia, na którym swoje mecze rozgrywa klub CR Vasco da Gama. Stadion znajduje się na wzgórzu nieopodal Observatório Nacional.
27 kwietnia 1927 roku miał miejsce mecz inauguracyjny, na którym pojawił się prezydent Brazylii Washington Luís. Do roku 1950 był największy obiekt w Brazylii zdetronizowany dopiero przez stadion Maracanã.